# Lambert Nunatak
Lambert Nunatak är en nunatak i Antarktis. Den ligger i Västantarktis. Inget land gör anspråk på området. Toppen på Lambert Nunatak är 968 meter över havet.
Terrängen runt Lambert Nunatak är platt söderut, men norrut är den kuperad. Trakten är obefolkad. Det finns inga samhällen i närheten.